# Langue de France (Hospitaliers)
Pour les articles homonymes, voir Langue de France.
La Langue de France était, avec celles de Provence, d'Italie, d'Angleterre, d'Espagne, d'Allemagne, d'Auvergne, l'une des sept premières langues (ou provinces) des Hospitaliers de l'ordre de Saint-Jean de Jérusalem.

## Historique
La Langue de France est composée du grand prieuré de France, créé en 1178/1179 et restructuré en 1315, comprend 67 commanderies, le grand prieuré d'Aquitaine, créé en 1315, comprend 31 commanderies et le grand prieuré de Champagne, créé aussi en 1315, comprend 24 commanderies.

## Sources
- (en) H. J. A. Sire, The Knights of Malta, Yale University Press, 1994